# Ted Price
Ted Price, nacido el 5 de julio de 1968, es el presidente y director ejecutivo de Insomniac Games, una empresa desarrolladora de videojuegos con sede en la ciudad de Burbank, California. Price fundó la empresa en 1994. Hacia 2009, la desarrolladora contaba con 155 empleados.
Las responsabilidas de Price en Insomniac incluyen dirigir los negocios cotidianos de la empresa y marcar sus estrategias a largo plazo, así como administrar sus proyectos y contribuir a sus diseños. Price es además el presidente de la Academia de Ciencias y Artes Interactivas y ha mantenido una gran actividad en la batalla de la industria de los videojuegos contra las leyes antivideojuegos. Tiene un título en lengua inglesa de la Universidad de Princeton.
El 22 de enero de 2025, Ted Price anuncia su retiro definitivo y abandonará el cargo de presidente el próximo marzo de ese año tras 30 años en el mando.

## Videojuegos
- Disruptor - 1996 (PlayStation)
- Spyro the Dragon - 1998 (PS)
- Spyro 2: Ripto's Rage! - 1999 (PS)
- Spyro: Year of the Dragon - 2000 (PS)
- Ratchet & Clank - 2002 (PlayStation 2)
- Ratchet & Clank: Going Commando - 2003 (PS2)
- Ratchet & Clank: Up Your Arsenal - 2004 (PS2)
- Ratchet: Deadlocked - 2005 (PS2)
- Resistance: Fall of Man - 2006 (PlayStation 3)
- Ratchet & Clank Future: Tools of Destruction - 2007 (PS3)
- Ratchet & Clank Future: Quest for Booty - 2008 (PS3, PlayStation Network)
- Resistance 2 - 2008 (PS3)
- Resistance 3 - 2011 (PS3)
- Ratchet & Clank Future: A Crack in Time - 2009 (PS3)